# 恩比伦
恩比伦是德国石勒苏益格－荷尔斯泰因州的一个市镇。总面积7.45平方公里，总人口229人，其中男性105人，女性124人（2011年12月31日），人口密度31人/平方公里。